# دالیان (زیرتیره)
دالیان (به لاتین: Aegypiinae) یکی از دو زیرتیرهٔ بازان (Accipitridae) است که به عنوان کرکس‌های جهان قدیم شناخته می‌شوند و دیگری Gypaetinae است. آنها با هماییان (Gypaetinae) خویشاوندی نزدیک ندارند و در عوض یک گروه خواهر برای عقابیان مارخور (Circaetinae) هستند.
شواهد فسیلی که در حال حاضر در بسیاری از آفریقا، آسیا و بخش‌هایی از اروپا یافت می‌شود، نشان می‌دهد که در اواخر پلیستوسن، آنها تا استرالیا را شامل می‌شوند.
زیرتیرهٔ دالیان (Aegypiinae) (گاهی به عنوان تیرهٔ دالان Aegypiidae) در سال ۱۹۲۴ توسط جانورشناس بریتانیایی ویلیام لوتلی اسکلاتر با Aegypius Savigny، ۱۸۰۹، به عنوان سردهٔ نماد معرفی شد.